# Stenidius
Stenidius is een geslacht van kevers van de familie snoerhalskevers (Anthicidae).

## Soorten
- S. armifer Kejval, 2004
- S. bezdeki Kejval, 2006
- S. carnivorax Kejval, 2004
- S. contractipennis Pic, 1911
- S. dolosus Kejval, 2002
- S. elegans Kejval, 2006
- S. finicola Kejval, 2002
- S. glabratus Kejval, 2002
- S. karooensis Kejval, 2004
- S. laopako Kejval, 2004
- S. namibianus Uhmann, 1994
- S. saigonensis (Pic, 1921)
- S. tenuipes LaFerté-Senéctère, 1849
- S. vittatus (Lucas, 1843)